# 心字池
心字池（しんじいけ）とは、「心」の字をかたどった池のこと。日本国内に複数存在する。心字ヶ池（しんじがいけ）といわれることもある。

## 主な心字池

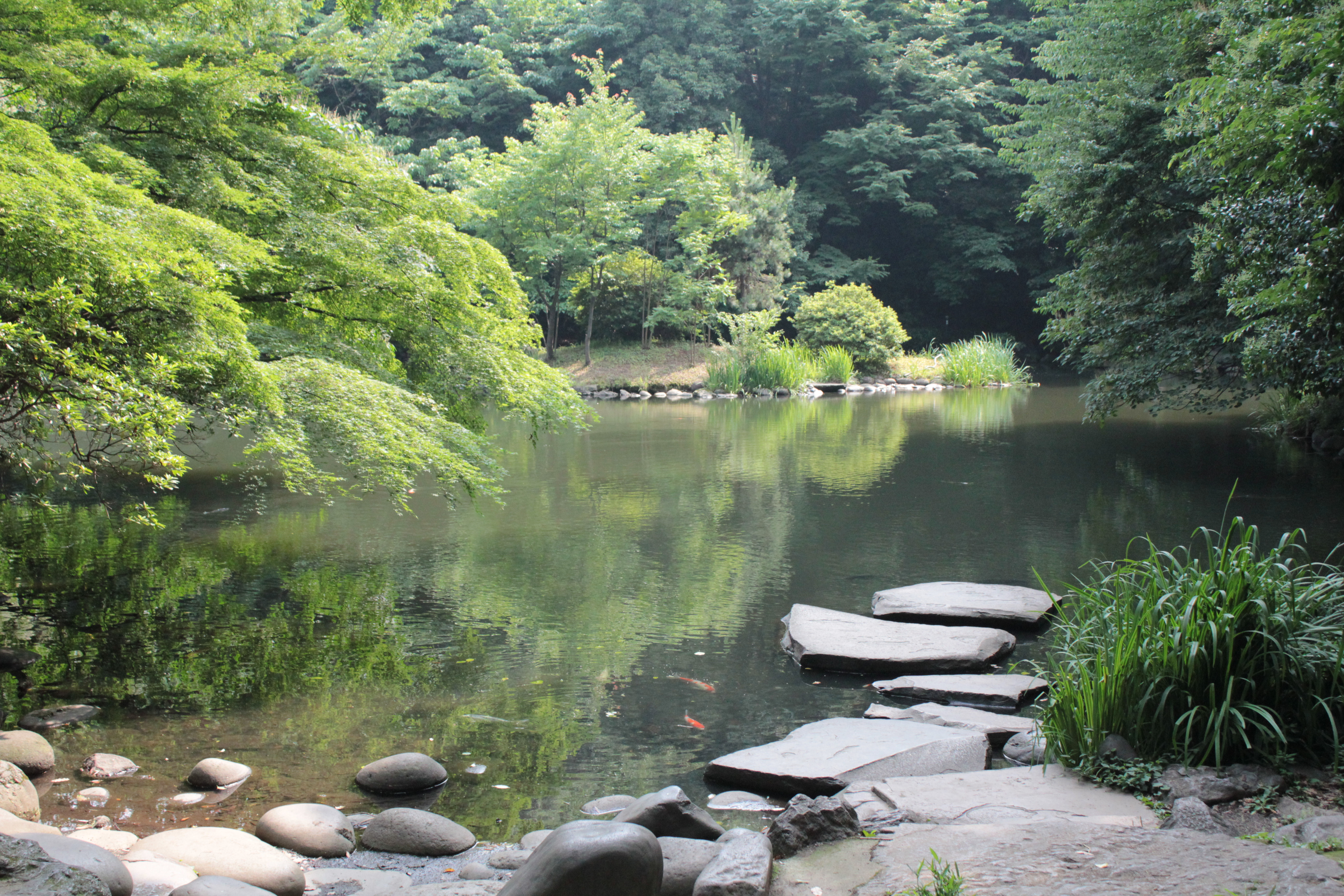
育徳園心字池（三四郎池）

- 育徳園心字池

東京大学本郷キャンパス内にある。江戸時代には加賀藩前田家上屋敷の庭園であった。第三代藩主前田利常のとき、将軍の御成りに際して築造され、第五代藩主前田綱紀のときに完成した。夏目漱石の小説『三四郎』にちなんで三四郎池とも呼ばれる。
- 旧古河庭園
- 日比谷公園
- 清水谷公園
- 円覚寺庭園妙香池
- 等持院庭園
- 西芳寺庭園
- 桂離宮
- 太宰府天満宮
- 宗像大社
- 乾坤山日本寺（鋸山）
- 識名園
- 當麻寺中之坊庭園
- 立正佼成会 法輪閣庭園